# 내 이름은 꾸제트
《내 이름은 꾸제트》(프랑스어: Ma vie de Courgette)는 2016년 공개된 프랑스와 스위스의 합작 애니메이션 영화이다.
제89회 아카데미상 장편 애니메이션 부문에 후보로 올랐다.

## 한글자막 원어목소리
- 가스파 츨라테르 - 꾸제트
- 시스틴 무하 - 까미유
- 미셸 빌레모 - 레이몽
- 폴린 자크우드 - 시몽
- 루 위크 - 베아
- 엘리엇 산체스 - 주주베
- 에스테 에나드 - 알리스
- 라울 리베라 - 아메드
- 윌 포트 - 폴
- 닉 오퍼맨 - 레이몬드
- 엘렌 페이지 - 로지
- 에이미 세다리스 - 아이다 이모

## 한국어 더빙
- 김하영 - 꾸제트
- 이지현 - 까미유
- 안장혁 - 레이몽
- 강시현 - 시몽
- 이재현 - 베아
- 송하림 - 주주베
- 곽규미 - 알리스 / 원장
- 이새아 - 아메드 / 로지
- 박요한 - 폴 / 판사
- 번역 김근희